# Carlo Bomans

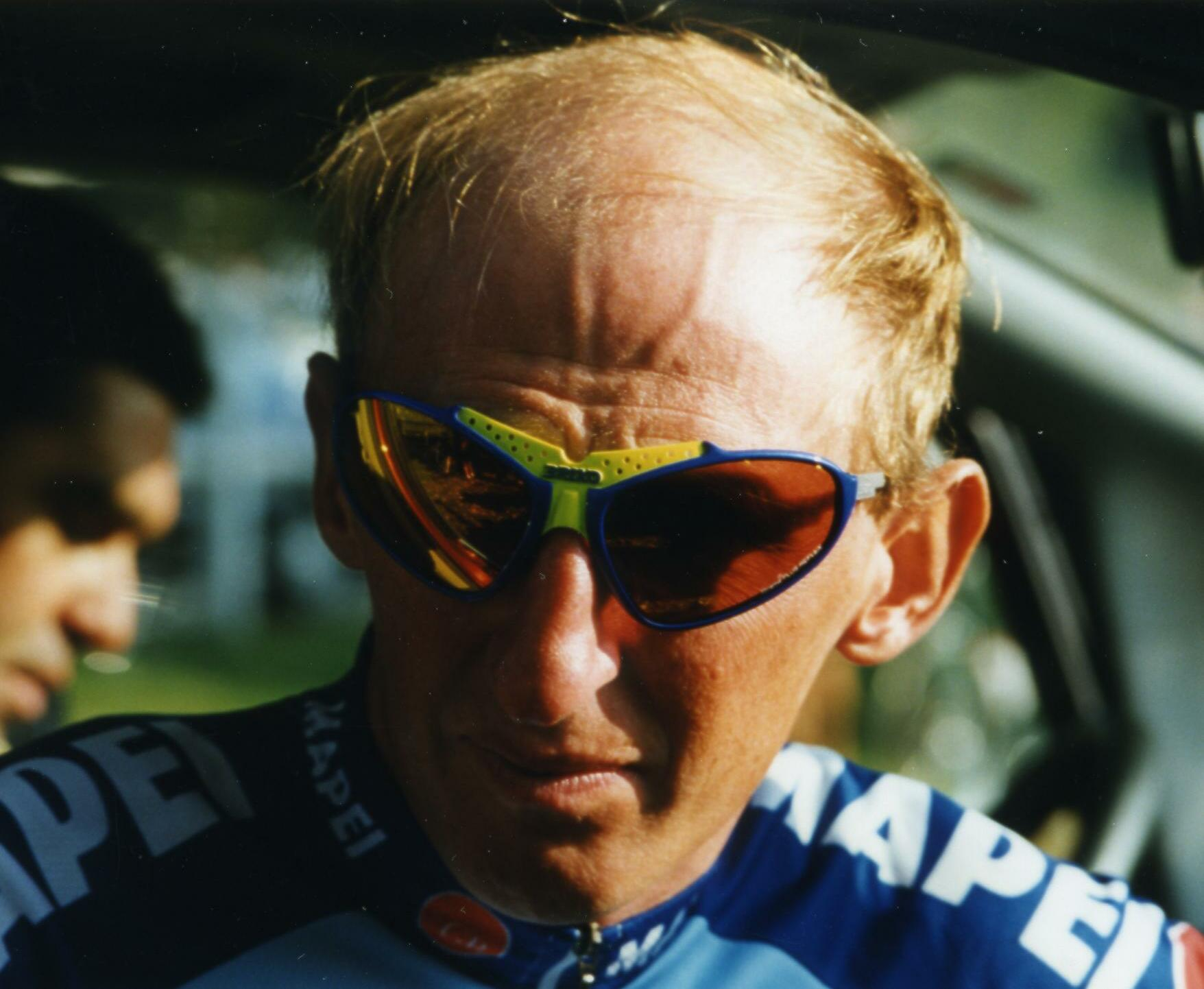
Carlo Bomans bei Paris–Tours (1997)

Carlo Bomans (* 10. Juni 1963 in Bree) ist ein ehemaliger belgischer Radrennfahrer und heutiger Trainer.
Als Juniorenfahrer wurde Carlo Bomans 1981 Belgischer Straßenmeister, 1983 Belgischer Militärmeister. 1984 gewann er Paris-Troyes, Omloop Het Nieuwsblad, 1985 Troyes-Dijon und 1989 den Druivenkoers. 1984 nahm er an den Olympischen Sommerspielen in Los Angeles am olympischen Straßenrennen teil, musste aber aussteigen. 1986 wurde er Profi.
1989 wurde Bomans in Waregem Belgischer Straßenmeister, vor Eddy Planckaert und Alfons De Wolf. 1994 gewann er Quer durch Flandern  und 1996 den E3-Preis Flandern. Siebenmal startete er zwischen 1985 und 1995 bei der Tour de France ohne größeren Erfolg: viermal gab er auf, seine beste Platzierung war der 76. Platz im Jahre 1994.
Carlo Bomans litt während seiner gesamten Radsportkarriere unter großen gesundheitlichen Problemen. Mehrere Male musste er wegen Brüchen und Knieproblemen operiert werden. Ab 1998 war er Belgischer Nationaltrainer der Junioren, seit 2006 trainiert er die Elite. Er ist der Vater des Radrennfahrers Glenn Bomans.